# Vladimír Mlynář
Vladimír Mlynář est un journaliste et un homme politique tchèque, né le 15 janvier 1966 à Prague. Il est le fils de Rita Klímová, professeure d'économie et ancienne ambassadrice de Tchécoslovaquie aux États-Unis (1990-1991) et de l'opposant communiste réformateur Zdeněk Mlynář.

## Carrière journalistique et politique

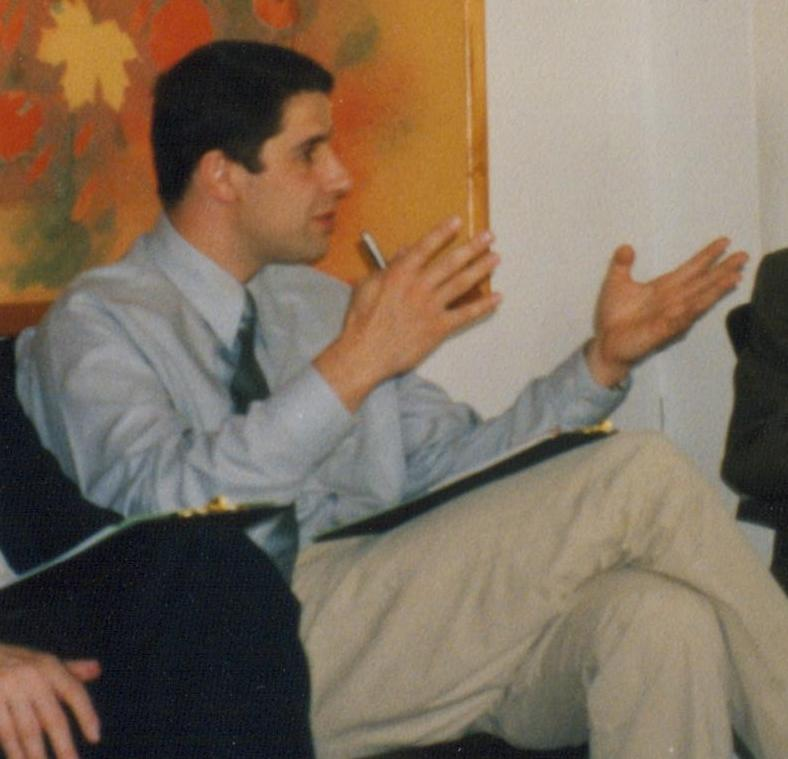
Vladimír Mlynář en 2001.

Journaliste, Vladimír Mlynář est de 1994 à 1997 rédacteur en chef du magazine Respekt avant de s'engager en politique sous les couleurs du parti Unie Svobody (centre-droit). Le 2 janvier 1998, il est appelé à exercer les fonctions de ministre sans portefeuille au sein du gouvernement de Josef Tošovský, où il est notamment chargé des politiques publiques de lutte contre les discriminations. Parallèlement, il est nommé porte-parole du gouvernement. Il se fait notamment l'avocat de l'érection d'un monument commémoratif sur l'emplacement de l'ancien camp de concentration de Lety, près de Písek.
Le 15 juillet 2002, Vladimír Mlynář devient ministre de l'Informatique du gouvernement de Vladimír Špidla et conserve ses fonctions dans le gouvernement suivant conduit par Stanislav Gross. Mais il démissionne lors du scandale immobilier mettant en cause ce parti pour protester contre l'attitude de son parti, l'US-DEU, qui choisit de rester dans la coalition gouvernementale en dépit de l'affaire.
La carrière de Mlynář connaît un brutal coup d'arrêt avec l'affaire Testcom.

### L'affaire Testcom
Celle-ci débute lorsque le ministère de l'Informatique alloue 7,5 millions de couronnes tchèques (environ 200 000 euros au cours de l'époque) à la création d'une société anonyme, Testcom servis sro (Testcom Services SA). Filiale de l'entreprise publique Testcom, qui dépend du ministère de l'Informatique, cette société est chargée de la mise en place d'un portail internet de l'administration tchèque.
La loi tchèque interdisant le financement de sociétés privées par des établissements publics, Mlynář qui a signé le contrat accordant à Testcom sro la conception du portail est accusé de détournement de fonds publics. Mlynář nie cette accusation en se fondant sur le fait que Testcom a effectué une prestation pour le compte de l'État, et qu'aucun dommage ni aucune perte n'a résulté pour celui-ci de la signature du contrat.
Le 24 janvier 2007, la juge du tribunal municipal de Prague Silvia Slepičková le condamne à une peine de prison de cinq ans et demi. Dušan Chmelíček et Vít Novotný, deux anciens cadres de Testcom et de Testcom servis, sont également condamnés à des peines de prison ferme, même si moins lourdes.
Se disant "choqué" par un verdict dont la presse s'accorde à reconnaître la sévérité, Mlynář fait appel de la décision de la juge Slepičková.